# Ram Jam
Ram Jam – amerykańska grupa rockowa z lat 70. Jej członkami byli Bill Bartlett (gitara), Pete Charles (perkusja), Myke Scavone (wokal) i Howey Arthur Blauvett. Bill Bartlett był również głównym gitarzystą grupy Lemon Pipers, podczas gdy Blauvett grał z Billym Joelem w dwóch zespołach: the Hassles oraz El Primo.
Bartlett był również członkiem Starstruck, zespołu z Cincinnati, który nagrał, odnosząc sukces, piosenkę „Black Betty”. Ram Jam ponownie nagrało piosenkę z producentami Jerrym Kesenatzem i Jeffem Katzem, najbardziej znanymi z pracy z The Ohio Express i Buddah Records. Piosenka wywołała spore zamieszanie, NAACP i CORE wzywały do jej bojkotu, głównie z powodu użytych słów. Ironicznie, po raz pierwszy została nagrana przez artystę Leadbelly’ego. Pomimo kontrowersji, piosenka osiągnęła 18. pozycję na liście singli w 1977 w USA oraz była w pierwszej dziesiątce najsłynniejszych piosenek w Australii, podczas gdy cały album Ram Jam osiągnął miejsce w pierwszej czterdziestce.
Kolejny album Portrait of the Artist as a Young Ram osiągnął nieduży sukces.

## Dyskografia
- Ram Jam (album) (1977)
- Portrait of the Artist as a Young Ram (1978)
- The Very Best Of Ram Jam (1990)
- Golden Classics (1996)